# Sakura Haruno
Sakura Haruno (春野 サクラ Haruno Sakura) er en fiktiv person i manga- og anime-serien Naruto. Hun er en del af Team 7, der består af Naruto Uzumaki, Sasuke Uchiha og deres sensei Kakashi Hatake.
Sakura er en elev fra Ninja-akademiet i Konohagakure (Konoha/Hidden leaf). Hun er dybt forelsket i den unge ninja, Sasuke Uchiha, der, desværre for hende, slet ikke er interesseret i hende. Hun ser ham som værende en idealninja og er sikker på at hun nok skal nå igennem til ham. At hun så selv ikke lægger mærke til at Naruto Uzumaki er forelsket i hende, er mest fordi Sasuke altså optager al hendes tid. Hun har et enormt temperament og slår ofte Naruto når han er for useriøs
Hun viser gerne sine ninja tekniker, eller mangel på samme, til Sasuke, men heller ikke det forbløffer ham. Hun siger også en enkelt gang til Sasuke, at Naruto er en idiot, men at han er heldig fordi han ikke har nogen forældre. Da Sasuke er forældreløs ligesom Naruto, vender han sig om og siger bittert til Sakura, at i forhold til den sorg hun må føle en gang imellem, er sorgen fra ikke at have nogen, en langt større sorg, og vandrer væk med ordene: "Du er en plageånd!"
Sakura virker meget svag og uduelig i første del af serien, dvs før Shippuuden, dog vejer hendes succes som "Medical Ninja" i anden del af serien op for dette, og hun bliver en meget mere fremtrædende og komplex karakter i serien.
På grund af forelskelsen i Sasuke har Sakura fået en rival, Ino Yamanaka som tidligere var Sakura's bedste veninde. Venskabet med Ino startede da de var helt små ved, at Sakura sad og græd på grund af at de andre børn mobbede Sakura med hendes store pande. Ino kom og trøstede Sakura, og dagen efter gav Ino sit hårbånd til Sakura. En dag finder Sakura ud af at Ino også er forelsket i Sasuke, og fra den dag af er de rivaler. Senere til Chunin eksamen kæmper Ino og Sakura imod hinanden. Da Sakura sætter sit pandebånd i panden gør Ino det samme, for Sakura plejer at bruge det som hårbånd og Ino plejer at sætte det om maven. De husker begge tilbage til dengang, de lige havde fundet pandebåndet og hvor de aftalte at de vil sætte det i panden når de blev til kunoichi (kvindelig shinobi), men denne kamp endte uafgjort.
I del II har Sakura fået 3 års træning af den Femte Hokage, Tsunade som er Konohagakures (Konohas) førende "Medical Ninja" og en af de berømte Sannin. Sakura har lært medicinske jutsu, og hun er team Kakashis "Medical Ninja". Hun har yderligere også lært at mestre en utrolig chakra kontrol. Hun kan fokusere sin chakra ud i en bestemt del af kroppen, fx hendes hænder eller føder, og derved få en enorm styrke som gør hende i stand til at knuse næsten hvad som helst. Sakura er en meget stærk Kunoichi i anden del og er meget erfaren og respekteret af hendes læremester Tsunade. Derudover har hun også overhalet hendes veninde Ino i både evner og styrke. Hun er fast besluttet på at bringe Sasuke tilbage til Konoha, og sammen med team Kakashi forsøger hun og Naruto flere gange at opsøge og "redde" ham.
Udseende
Sakura har babylyserødt hår og klare grønne øjne. I første del af serien som 12 årig bærer hun en rød kinesisk inspireret kjole med en hvid cirkel på ryggen og ærmerne, og et par sorte tætsiddende shorts på indenunder samt standard ninja udstyr. Som 16 årig i Shippuuden ændrer hun sit tøj og bærer i stedet en rød kinesisk inspireret top med den velkendte hvide cirkel på ryggen, en pink nederdel med de samme shorts under som i første del, og et par lange sorte støvler samt standard ninja udstyr. Hun bærer igennem hele serien hendes Konoha pandebånd oven på hovedet som et almindeligt pandebånd, og hun skifter i Shippuuden dens stofs farve ud fra mørkeblå som er standart, til rød som matcher hendes top.

| Anime- eller mangafigur | Spire Denne artikel om en anime- og/eller mangafigur er en spire som bør udbygges. Du er velkommen til at hjælpe Wikipedia ved at udvide den. |